# Matt Hendricks
Matthew James „Matt“ Hendricks (* 17. Juni 1981 in Blaine, Minnesota) ist ein ehemaliger US-amerikanischer Eishockeyspieler. Der Center absolvierte zwischen 2009 und 2019 über 600 Partien für sechs Teams in der National Hockey League, den Großteil davon für die Washington Capitals und Edmonton Oilers. Darüber hinaus führte er die Nationalmannschaft der USA als Kapitän zur Bronzemedaille bei der Weltmeisterschaft 2015.

## Karriere

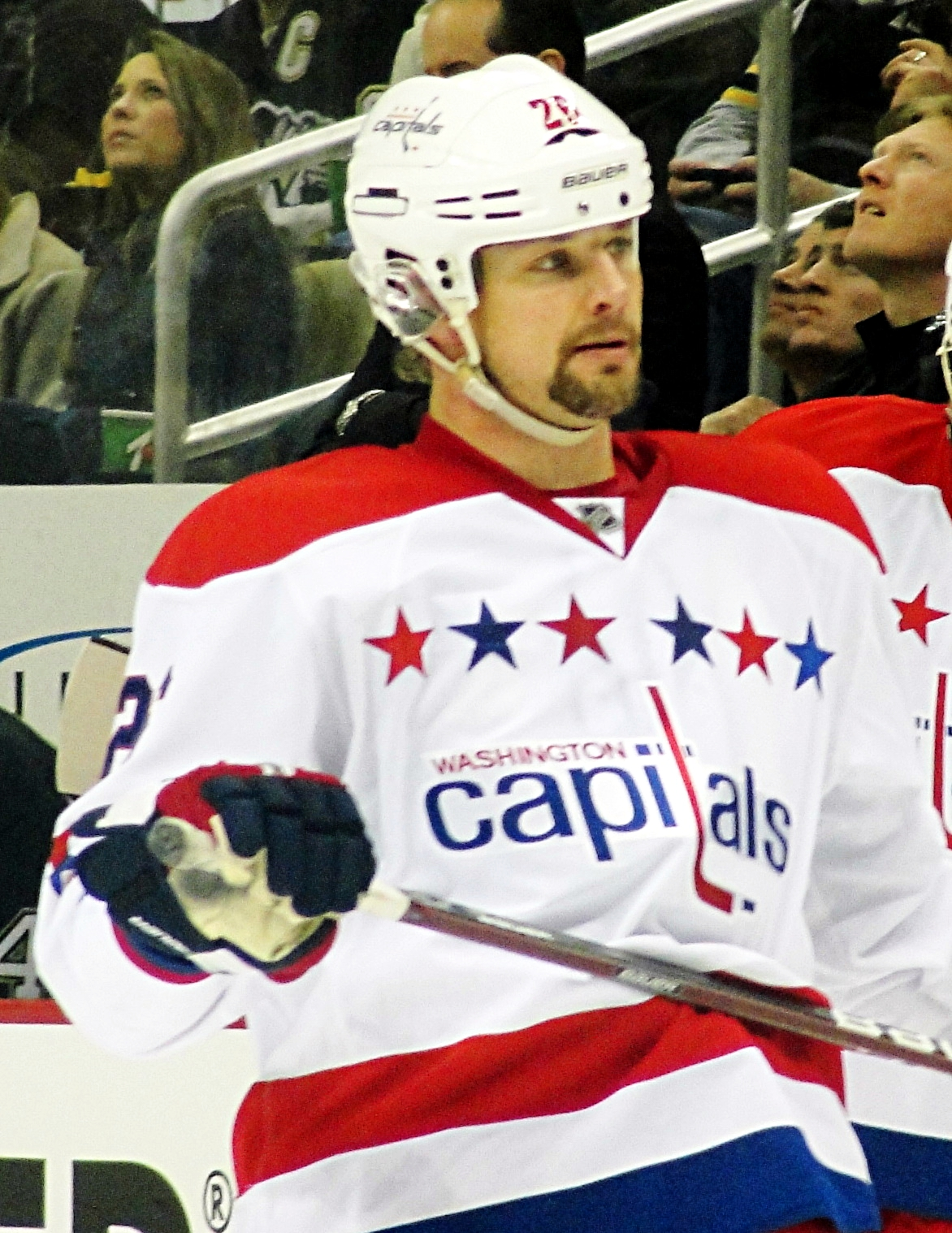
Hendricks im Trikot der Washington Capitals

Matt Hendricks begann seine Karriere als Eishockeyspieler in der Mannschaft der St. Cloud State University, für die er von 2000 bis 2004 aktiv war. Bereits als Highschool-Spieler war er zuvor im NHL Entry Draft 2000 in der fünften Runde als insgesamt 131. Spieler von den Nashville Predators aus der National Hockey League ausgewählt worden, wurde aber nicht unter Vertrag genommen.
Stattdessen gab der Angreifer in der Saison 2003/04 sein Debüt im professionellen Eishockey, als er in einem Spiel für die Milwaukee Admirals in der American Hockey League auf dem Eis stand. In der folgenden Spielzeit lief er hauptsächlich für die Florida Everblades in der ECHL auf, spielte jedoch parallel für die Lowell Lock Monsters aus der AHL. Nach einem Jahr bei den Rochester Americans erhielt Hendricks zur Saison 2006/07 einen Vertrag beim damaligen Calder-Cup-Sieger Hershey Bears. Mit den Bears erreichte er ebenfalls die Finalspiele um die Meisterschaft der AHL, scheiterte jedoch mit seiner Mannschaft in der Best-of-Seven-Serie mit 1:4 an den Hamilton Bulldogs. Daraufhin unterschrieb er am 9. Juli 2007 als Free Agent einen Vertrag bei den Boston Bruins, kam anschließend jedoch nur für deren AHL-Farmteam Providence Bruins zum Einsatz.
Am 24. Juni 2008 gaben die Bruins ihn im Tausch für Johnny Boychuk an die Colorado Avalanche ab. In der Saison 2008/09 erzielte der US-Amerikaner in 43 Spielen insgesamt 29 Scorerpunkte für Colorados AHL-Farmteam, die Lake Erie Monsters. In seinem Rookiejahr in der National Hockey League erhielt er 13 Strafminuten in vier Spielen. Zu Beginn der Saison 2009/10 wurde Hendricks in den NHL-Kader Colorados berufen. Nachdem sich der Stürmer in der Liga etabliert hatte, wurde er im Sommer 2010 von den Washington Capitals verpflichtet. Für den Hauptstadtklub ging er in den folgenden drei Spielzeiten aufs Eis.
Im Juli 2013 unterzeichnete Hendricks einen Vierjahresvertrag im Gesamtwert von 7,4 Millionen US-Dollar bei den Nashville Predators. Das jährliche Durchschnittsgehalt belief sich demnach auf 1,85 Millionen US-Dollar. Im Januar 2014 wurde Hendricks zu den Edmonton Oilers transferiert, die im Gegenzug Torhüter Devan Dubnyk nach Nashville abgaben. Nach Auslauf des Vierjahresvertrags im Sommer 2017 wurde der US-Amerikaner erneut zum Free Agent, woraufhin er im August 2017 von den Winnipeg Jets verpflichtet wurde. In der Folge wurde sein auslaufender Vertrag nicht verlängert, sodass er im Juli 2018 einen Einjahresvertrag bei den Minnesota Wild unterzeichnete. Bereits im Februar 2019 holten die Jets den Angreifer aber im Tausch für ein Siebtrunden-Wahlrecht im NHL Entry Draft 2019 zurück in die Organisation. Dort bestritt er bis zum Ende der Spielzeit vier Partien und erklärte seine aktive Karriere anschließend für beendet. Insgesamt hatte der Center 646 NHL-Spiele absolviert und dabei 118 Scorerpunkte verzeichnet. Zugleich wurde bekannt, dass er ins Management der Minnesota Wild wechselt.

### International
Hendricks debütierte bei der Weltmeisterschaft 2015 auf internationalem Niveau und gewann mit der Nationalmannschaft der Vereinigten Staaten die Bronzemedaille. Bei der Weltmeisterschaft 2016 war er ebenfalls Bestandteil des Team USA und erreichte mit der Mannschaft den vierten Platz. Bei beiden Turnieren führte er die Mannschaft als Kapitän an.

## Erfolge und Auszeichnungen
- 2001 Broadmoor-Trophy-Gewinn mit der St. Cloud State University
- 2005 Teilnahme am ECHL All-Star Game
- 2015 Bronzemedaille bei der Weltmeisterschaft

## Karrierestatistik

### International
Vertrat die USA bei:
- Weltmeisterschaft 2015
- Weltmeisterschaft 2016

(Legende zur Spielerstatistik: Sp oder GP = absolvierte Spiele; T oder G = erzielte Tore; V oder A = erzielte Assists; Pkt oder Pts = erzielte Scorerpunkte; SM oder PIM = erhaltene Strafminuten; +/− = Plus/Minus-Bilanz; PP = erzielte Überzahltore; SH = erzielte Unterzahltore; GW = erzielte Siegtore; 1 Play-downs/Relegation; Kursiv: Statistik nicht vollständig)